# Beenie Man
Beenie Man, geboren als Anthony Moses Davis (Kingston (Jamaica), 22 augustus 1973), is een Jamaicaanse dancehallzanger en deejay.

## Biografie
Volgens eigen zeggen begon Beenie Man op 6-jarige leeftijd met platen op te leggen. Zijn carrière begon op 8-jarige leeftijd, toen hij in 1981 tijdens het landelijke Tastee Talent Contest de eerste plaats behaalde, daar werd ontdekt door producent Junjo Lawes en vervolgens zijn debuutsingle Too Fancy uitbracht. In 1983 waren opnamen ontstaan met Dillinger en Fathead en kwam zijn debuutalbum The Invincible Beenie Man met de hitsingle Over the Sea op de markt. Daarna concentreerde de kinderster zich, uitgezonderd met nu en dan voorkomende singles, weer volledig op de school.
Pas in 1993 verscheen met Cool Cool Rider weer een nieuw album van de ondertussen volwassen geworden Beenie Man, maar dit bleef echter eerst vergaand onbemerkt. Met de volgende albums begon daarna zijn snelle opkomst in Jamaica. Beenie Man ontwikkelde zich tot een van de belangrijkste zangers in de dancehall-reggae. De internationale doorbraak lukte Beenie Man in 1997 in het Verenigd Koninkrijk met de single Dancehall Queen. De volgende single Who Am I uit het album Moods Of Moses plaatste zich al in de Britse top 10. Met dit album bereikte hij zijn eerste Grammy-nominatie in de categorie «Best Reggae Album». Na verdere successen werd hij in 2000 gecontracteerd door het Amerikaanse Virgin Records. Art & Life was de eerste publicatie bij het nieuwe label en deze bracht hem in 2001 het winnen van de eerste Grammy op.
De single Girls Dem Sugar uit dit album verscheen als gezamenlijke productie met r&b-zangeres Mýa. Gezamenlijke singles met internationale grootheden als Wyclef Jean, Janet Jackson en anderen volgden. In Jamaica werkte Beenie Man samen met talrijke andere dancehall-sterren. Tot zijn bekendste hits behoren verder Romie, World Dance en Slam.
In 2006 was Beenie Man te horen in reggaeton-songs van Héctor y Tito (Flow natural) en Don Omar (Belly danza).

## Discografie

### Singles
- 1994: Under Mi Sensi (met Barrington Levy)
- 1997: Dancehall Queen (Chevelle Franklyn met Beenie Man)
- 1998: Who Am I
- 1998: Foundation
- 2000: Girls Dem Sugar (met Mýa)
- 2002: Feel It Boy (met Janet Jackson)
- 2002: Dirty Harry's Revenge (Adam F met Beenie Man)
- 2003: Street Life
- 2003: Bossman (met Sean Paul & Lady Saw)
- 2004: Dude (met Ms. Thing)
- 2004: King of the Dancehall
- 2006: Girls (met Akon)

### Albums
- 2009: Way Out
- 2009: On Fire
- 2007: Concept of Life
- 2006: Hmm Hmm
- 2006: Zingy (met Akzent)
- 2006: Undisputed
- 2005: From Kingston to King of the Dancehall
- 2004: Cool Cool Rider (The Roots of a Dancehall Don)
- 2004: Back to Basics
- 2004: Magnificent Beenie Man
- 2002: Tropical Storm
- 2002: Heavyweight Dancehall Clash (met Mad Cobra)
- 2001: Best of Beenie Man
- 2001: Black Liberty
- 2001: Youth Quake
- 2001: The Magnificent
- 2000: Art & Life
- 1999: The Doctor
- 1999: Ruff 'n' Tuff
- 1999: Y2K
- 1997: Many Moods of Moses
- 1996: Maestro
- 1995: Beenie Man Meets Mad Cobra
- 1995: Blessed
- 1994: Defend It
- 1994: Dis Unu Fi Hear
- 1993: Cool Cool Rider
- 1984: The Invincible Beenie Man, Ten Year Old DeeJay Wonder

## Filmografie
- 1996 – Dancehall Queen
- 2003 – Rude Boy: The Jamaican Don

- Bibliothèque nationale de France: cb15022346w (data)
- Gemeinsame Normdatei: 135175135
- International Standard Name Identifier: 0000 0000 5519 8537
- Library of Congress Control Number: no98114699
- MusicBrainz: 0d85b9f2-802d-48bb-aa85-6a9668869053
- Nationale Bibliotheek van Tsjechië: xx0157572
- SNAC: w6rz2pxf
- Système universitaire de documentation: 162436734
- Virtual International Authority File: 289923
- WorldCat: E39PBJrKWbrfFfFFXhtcKwYpT3